# Daniel Revenu
Daniel Revenu (Issoudun, 5 dicembre 1942 – Melun, 2 gennaio 2024) è stato uno schermidore francese, specializzato nel fioretto. Fu il vincitore di una medaglia d'oro e cinque di bronzo nella scherma ai giochi olimpici.

## Biografia
Fiorettista, fu membro della nazionale francese di scherma dal 1961 al 1976, con la quale vinse la medaglia d'oro ai Giochi olimpici di Città del Messico 1968 e con cui per tre volte conquistò il bronzo olimpico (1964, 1972 e 1976). Vinse anche due medaglie di bronzo olimpiche a titolo individuale ai Giochi di Tokyo 1964 e sempre a Città del Messico 1968.
Ai campionati mondiali di scherma vinse due medaglie d'oro a squadre (1971 e 1975), un argento individuale (nel 1965) e tre bronzi a squadre (1963, 1965 e 1974).
Morì a Melun il 2 gennaio 2024, all'età di 81 anni.